# Bellante Stazione
Bellante Stazione (nota localmente anche come La Stazione o erroneamente solo Bellante) è una località del Comune di Bellante, collegata al capoluogo comunale dalla SP 16 lunga circa 6 km, e distante circa 2 km dalla frazione di Ripattoni.
Deve il suo sviluppo, a ridosso di Ripattoni, soprattutto alla costruzione della strada statale 80 del Gran Sasso d'Italia e della ferrovia Giulianova-Teramo, della quale ha sempre posseduto, sin dall'apertura della linea nel 1884, anche una piccola stazione ferroviaria denominata stazione di Bellante, o più completamente, stazione di Bellante-Ripattone. 
Bellante Stazione ospita la sede più grande, fino a poco tempo fa sede centrale, del Consorzio Agrario Provinciale di Teramo, ristrutturata di recente. 
Negli ultimi anni la frazione ha subito un forte incremento demografico determinato principalmente da immigrazione ed è attualmente il centro più popoloso del comune. 
Il centro abitato è formato dai quattro quartieri di Villa Ardente, Molino San Nicola, il primitivo centro di Bellante Stazione e Villa Rasicci collegati tra loro da est ad ovest lungo la direttrice della SS 80. 
Nella frazione sono presenti numerose attività commerciali, diverse abitazioni e nelle immediate vicinanze si trovano molti insediamenti industriali ed artigianali. 
La stazione ferroviaria non ha più l'importanza di un tempo, ma, grazie a recenti interventi di Trenitalia e RFI che hanno portato ad un potenziamento della linea, consente un collegamento rapido con il capoluogo di Provincia Teramo, la costa adriatica Giulianova, Pescara e Chieti.Gli abitanti di Bellante Stazione sono 2.450.